# The Triumph of Steel
The Triumph Of Steel – siódmy album zespołu Manowar. W jego nagrywaniu wzięła udział tylko połowa oryginalnego składu zespołu, co może tłumaczyć, że muzyka jest dosyć odmienna od reszty jego dokonań. The Triumph Of Steel jest jednym z najdłuższych albumów Manowar, głównie za sprawą otwierającego płytę Achilles, Agony And Ecstasy In Eight Parts o monumentalnych rozmiarach. W tym utworze zdołano zmieścić dwa solo na basie, czterominutowe solo na perkusji oraz kilka innych części utrzymanych w różnym tempie, które spokojnie mogłyby być osobnymi utworami. Oprócz Achillesa ... album poszczycić się może takimi pieśniami jak Metal Warriors, czy The Demon's Whip na przykładzie którego bardzo wyraźnie widać, że Joey DeMaio dorastał w czasach supremacji Black Sabbath. Całość domyka cicha i lekka ballada Master Of The Wind.

## Lista utworów
1. Achilles, Agony And Ecstasy In Eight Parts (28:37)
  - Prelude
  - I. Hector Storms the Wall
  - II. The Death of Patroclus
  - III. Funeral March
  - IV. Armor of the Gods
  - V. Hector's Final Hour
  - VI. Death Hector's Reward
  - VII. The Desecration of Hector's Body
    - Part 1
    - Part 2

  - VIII. The Glory of Achilles
2. Metal Warriors (3:50)
3. Ride The Dragon (4:30)
4. Spirit Horse Of The Cherokee (6:00)
5. Burning (5:08)
6. The Power Of Thy Sword (7:49)
7. The Demon's Whip (7:44)
8. Master Of The Wind (5:27)

## Skład zespołu
- Eric Adams – śpiew
- Joey DeMaio – gitara basowa
- David Shankle – gitara elektryczna, akustyczna i klasyczna
- Rhino – perkusja